# Еберхард II фон Зайн
Еберхард II фон Зайн (на немски: Eberhard II von Sayn; * ок. 1172; † 1202) е граф на Графство Зайн (1176 – 1202).

## Произход
Той е вторият син на граф Еберхард I фон Зайн († 1176) и съпругата му Кунигунда фон Изенбург. Брат е на Хайнрих II фон Зайн († 1203) и Бруно фон Зайн († 1208), архиепископ на Кьолн (1205 – 1208), Герлах († 1222), пробст в Зифлих.